# Nether Worton
Nether Worton – wieś w Anglii, w Oxfordshire, w dystrykcie West Oxfordshire, w civil parish Worton. Leży 25,5 km od miasta Oksfordu i 102,5 km od Londynu. W 1931 roku civil parish liczyła 42 mieszkańców.